# バーンパイン郡
座標: 北緯14度13分39秒 東経100度34分32秒 / 北緯14.22750度 東経100.57556度
バーンパイン郡（バーンパインぐん）はタイ、アユタヤ県の郡（アムプー）の一つ。

## 名称
地元の伝説では、ある王がこの周辺の民家に泊まった。そのときインと言う美しい女性に会い、妻の一人に迎えたので、ここをバーンナーンイン (บางนางอิน、イン婦人の水村、の意。) と名付けたという。当初はそう呼ばれていたが、後にバーンパイン（インに合った水村、の意。）に代わった。また、ラーマ5世時代には雰囲気を出すため、バーンパーイン (บางป่าอินทร、インドラあるいは帝釈天の森の水村、の意。) と表記されたこともあるという。
日本語ではバンパインとも表記される。

## 歴史
バーンパインにはアユタヤー王朝時代プラーサートトーン王によって避暑地の離宮として建てられたバーンパイン宮殿がある。宮殿はアユタヤー王国がビルマ軍によって一度滅びたときに一緒に攻撃され、荒れ果てたが、後にラーマ4世（モンクット）とラーマ5世（チュラーロンコーン大王）によって西洋風にの宮殿が増改築された。この宮殿は現在、一般にも公開されており、毎年内外から多くの観光客が訪れる。
行政区分としては、カウェーン・ウタイ (แขวงอุไทย) と呼ばれたが、ラーマ5世（チュラーロンコーン）時代1910年、プララーチャワン郡と名を変え、その後、1917年に現在の名称に変わった。

## 地理
チャオプラヤー川沿いにあり、それが形成した平地にあり、郡内はおおむね平地である。
交通はタイ国鉄が南北に通っており、北はアユタヤ南はバンコク方面と通じる。バーンパインはアウターロング・ロードの北の最終地点であり、また国道32号線と国道1号線（パホンヨーティン通り）が分岐する地点であり、交通の要所となっている。

## 経済
郡内の主な産業は農業と工業で、農業では米が主な産物である。
郡内にはハイテク工業団地、バーンパイン工業団地があり工業も盛んである。

## 行政区分
郡内には18のタムボンがあり、さらにその下位に149の村（ムーバーン）がある。自治体（テーサバーン）が設置されており、以下のようになっている。
- テーサバーンタムボン・バーンレーン・・・タムボン・バーンレーンの一部
- テーサバーンタムボン・バーンサーン・・・タムボン・バーンサーンの全体
- テーサバーンタムボン・プラインタラーチャー・・・タムボン・チエンラークノーイの一部
- テーサバーンタムボン・クローンチック・・・タムボン・クローンチックの全体

また、郡内には13のタムボン行政体が設置されている。以下は郡内のタムボンの一覧である。
1. タムボン・バーンレーン・・・ตำบลบ้านเลน
2. タムボン・チエンラークノーイ・・・ตำบลเชียงรากน้อย
3. タムボン・バーンポー・・・ตำบลบ้านโพ
4. タムボン・バーンクロット・・・ตำบลบ้านกรด
5. タムボン・バーンクラサン・・・ตำบลบางกระสั้น
6. タムボン・クローンチック・・・ตำบลคลองจิก
7. タムボン・バーンワー・・・ตำบลบ้านหว้า
8. タムボン・ワットヨム・・・ตำบลวัดยม
9. タムボン・バーンプラデーン・・・ตำบลบางประแดง
10. タムボン・サームルアン・・・ตำบลสามเรือน
11. タムボン・コクート・・・ตำบลเกาะเกิด
12. タムボン・バーンプラップ・・・ตำบลบ้านพลับ
13. タムボン・バーンペーン・・・ตำบลบ้านแป้ง
14. タムボン・クンラーン・・・ตำบลคุ้งลาน
15. タムボン・タリンチャン・・・ตำบลตลิ่งชัน
16. タムボン・バーンサーン・・・ตำบลบ้านสร้าง
17. タムボン・タラートクリアップ・・・ตำบลตลาดเกรียบ
18. タムボン・カノーンルワン・・・ตำบลขนอนหลวง